# Continuo (cargo palatino)
El continuo es un cargo o figura palatina o cortesana que acabó siendo un empleo existente en las casas reales ibéricas de la Baja Edad Media.

## Historia
En origen se llamaba así a aquel caballero que formaba parte de la casa de un señor, y así se recoge en una de las acepciones recogidas por el Diccionario de la Real Academia:
Hombre allegado a un señor que le favorecía y mantenía y al que debía fidelidad y obediencia.
En este sentido, podemos leer en la Crónica de los Reyes Católicos de Hernando del Pulgar:
El marqués de Cádiz con los continuos de su casa, peleó con los mozos por la parte donde estaba…
En el ámbito regio, se establece como creador de los caballeros continuos del rey de Castilla a Don Juan II. Este los creó a instancias de Don Álvaro de Luna en 1450 y nombró como Capitán de la Guardia de los Cien-Continuos al hijo natural de Don Álvaro, Don Pedro de Luna y Manuel, I Señor de Fuentidueña (Que el condestable había concebido con Doña Margarita Manuel de Villena)

El diccionario de la Real Academia recoge esta acepción de continuo como parte de la casa del rey:
Cada uno de los que componían el cuerpo de los 100 continuos, que antiguamente servía en la casa del rey para la guardia de su persona y custodia del palacio.
En ya citada crónica de Hernando del Pulgar, se utiliza así mismo con este significado referido a los continuos de la casa del rey:
Y todos los hijosdalgo y caballeros continuos de la casa del Rey y de la Reina, pelearon con aquel esfuerzo y osadía que la extrema necesidad pone a los varones fuertes por salvar las vidas y guardar las bolsas. 
Este cargo palatino-militar continuaría estando en su total plenitud hasta el inicio del siglo XVI. Pero tras el asentamiento de la casa de Austria en Castilla y debido a la introducción a su servicio de la casa de Borgoña como diferenciada de la de Castilla, al ir dando preferencia a la etiqueta borgoñona, y confundiéndose ambas casas, fueron los continuos fagocitados por la aparición de los empleos de gentilhombre (Proveniente del Gentilhomme en francés, idioma de la corte de Borgoña). Se sabe que Carlos I nombró caballero continuo de su casa a Gerónimo de Zurita en 1512. Aún a comienzos del siglo XVII era un empleo existente como testimonia el hecho de serlo aún en 1621, Don Rodrigo Calderón. y de contar  en 1638 Ramiro Núñez de Guzmán, duque de Medina de las Torres, entre sus títulos el de Capitán de los cien Continuos de la Guardia de la Persona Real. El nombre habría cambiado de caballeros continuos a Guardas de Castilla o denominaciones dispares. Finalmente los caballeros continuos fueron suprimidos en el marco de las reformas introducidas en el segundo cuarto del siglo XVII.
Entre otros afamados personajes que gozaron de tal empleo o cargo en la corte, encontramos nombres como: Don Fernando Pérez del Pulgar "el de las hazañas" o Don Rodrigo Calderón que fue continuo de la casa de los Reyes de Aragón.